# ヤマミ醸造
株式会社ヤマミ醸造（ヤマミじょうぞう）は、愛知県半田市に本社・醸造所を置く、主に業務用のたまり醤油・調味料を製造する醸造メーカー。

## 概要
1957年（昭和32年）に創業し、老舗が多い醸造メーカーにおいては後発のメーカーにあたる。主に業務用のたまり醤油・米菓用調味液・加工調味料などを製造する。
脱色しても濃口醤油と同等やそれ以上の旨味成分が残る、窒素成分中のグルタミン酸を含むたまり醤油の製造技術などが評価され、2009年（平成21年）に「愛知ブランド企業」に認定された。

## 沿革

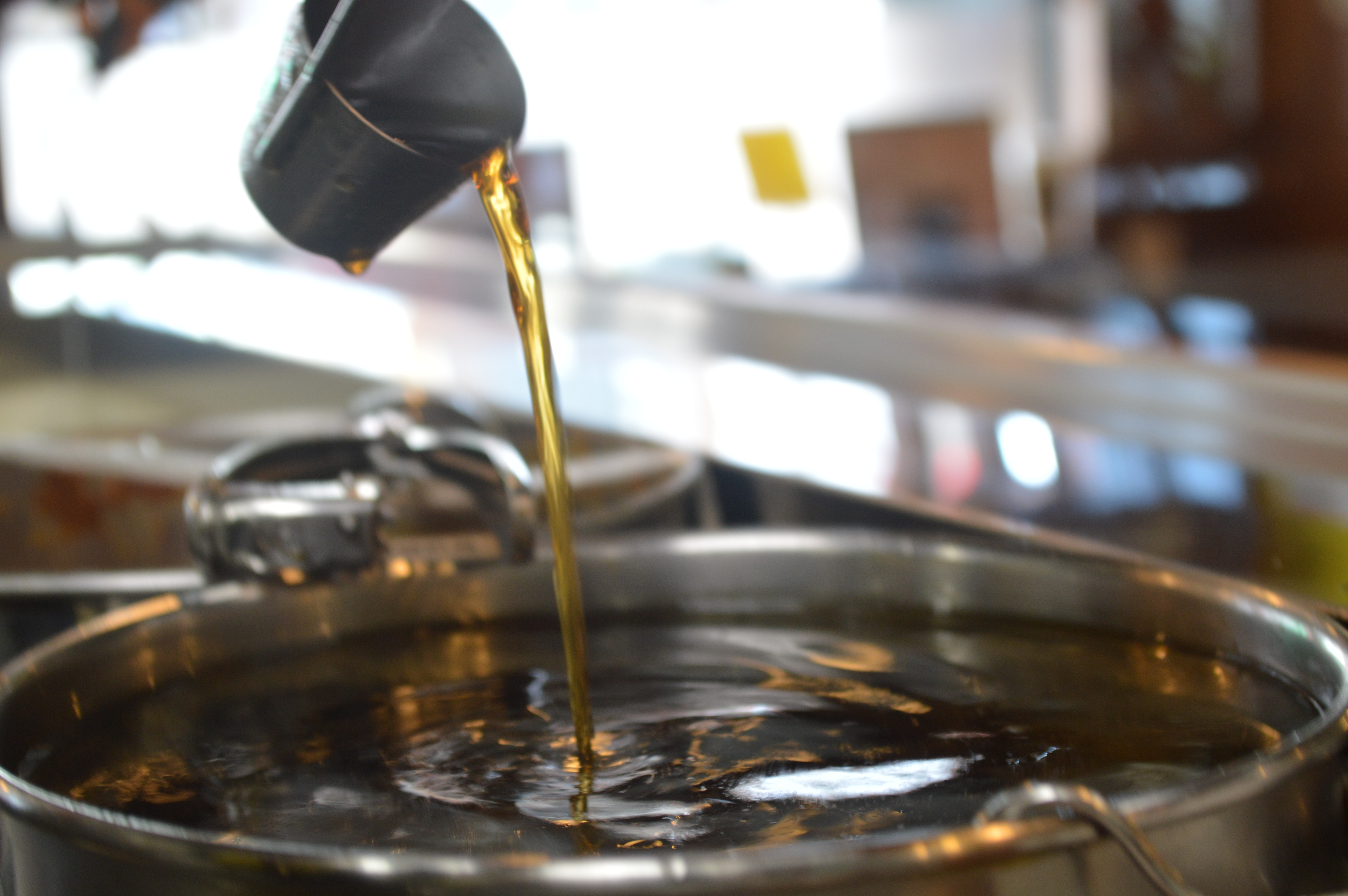
たまり醤油

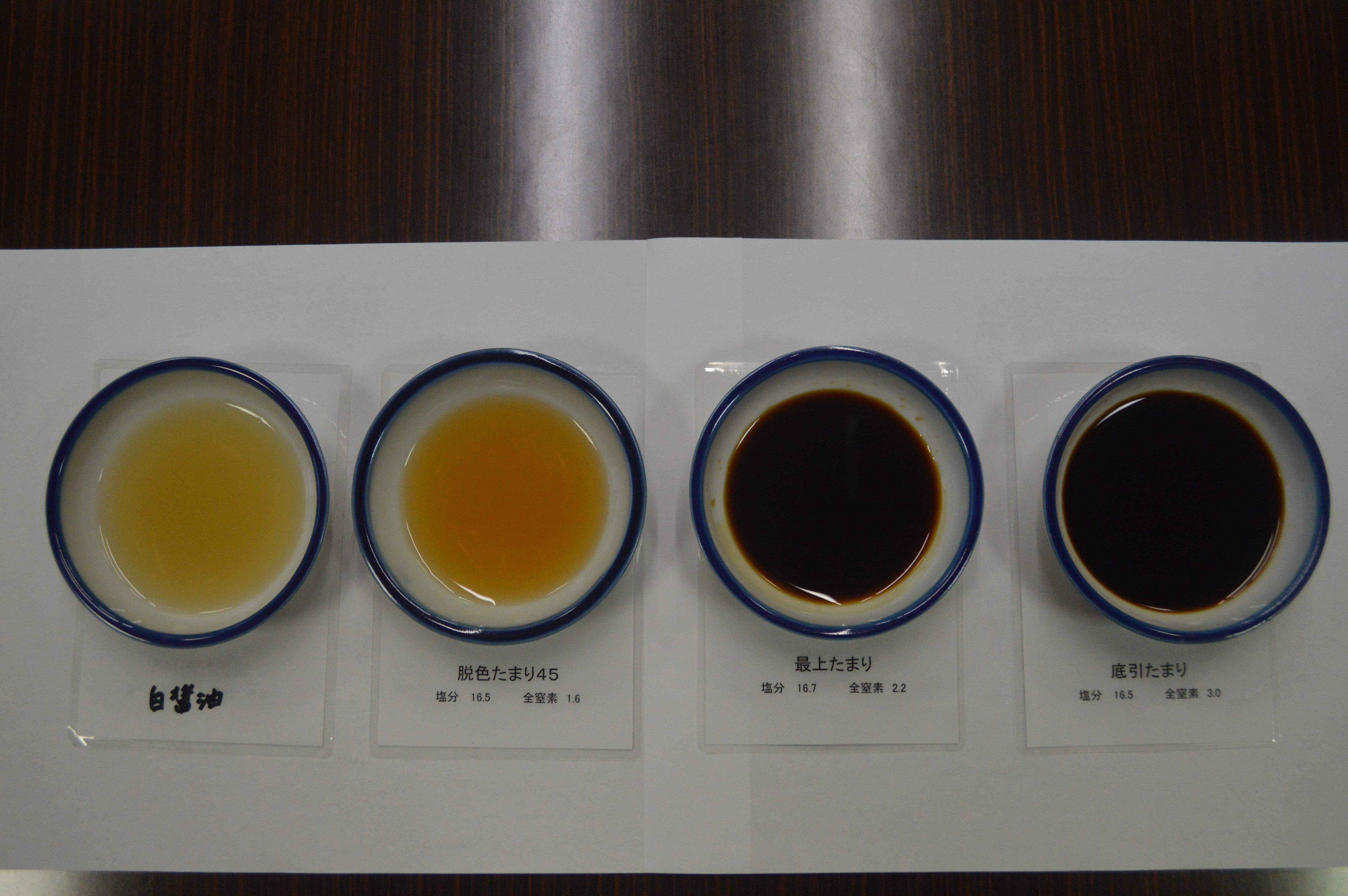
たまり醤油

- 1957年（昭和32年） - 愛知県武豊町にて、たまり、しょうゆ販売業開始
- 1960年（昭和35年） - 同上にて、たまり、しょうゆの醸造を開始
- 1977年（昭和52年） - 愛知県半田市にて、たまり、しょうゆ醸造の合理化工場を新設
- 1977年（昭和52年） - 米菓（あられ、せんべい）業界に米菓用調味液の販売を開始
- 1984年（昭和59年） - 焼肉のたれ等各種業務用調味液の製造を開始
- 1988年（昭和63年） - 株式会社ヤマミ醸造に改組
- 1993年（平成5年） - 脱塩（電気透析）装置導入
- 1994年（平成6年） - 全自動脱色装置導入
- 1994年（平成6年） - 殺菌および無菌充填装置導入
- 1997年（平成9年） - たれ専門工場の新設
- 2000年（平成12年） - 無添加各種調味料製造開始
- 2001年（平成13年） - ISO9001取得
- 2002年（平成14年） - 冷凍調味料（つゆ、ドレッシング）製造開始
- 2003年（平成15年） - ISO9001：2000 維持審査および移行審査
- 2003年（平成15年） - レトルト食品製造装置導入
- 2003年（平成15年） - 搾油装置(ヘキサンを使わない圧搾法)を導入、大豆油(主に国産)の製造を開始
- 2008年（平成20年） - 国産丸大豆たまり発売
- 2008年（平成20年） - JAS工場認定取得
- 2010年（平成22年） - 発酵工場新設
- 2014年（平成26年） - たまり製成工場新設

## 主要取引先
三菱商事、国内米菓業者、精肉・水産加工業者、義美食品公司（台湾）KANOMSAKOL Co.Ltd（タイ）、飲食店（焼肉店、ラーメン店、うどん店、そば店、居酒屋、イタリアン、レストランなど）、スーパー、コンビニエンスストア

## 販売形態
飲食店、スーパー、食品メーカー、コンビニエンスストアなどのタレ、だし、つゆ、ドレッシングなどをPB（プライベートブランド）で製造委託する醸造メーカーである。
業務用、リテール問わず、様々な味のタレ類をオリジナルで製造している。

## 主な商品

### 業務用たれ
- 頑固おやじの一滴たまり
- 超特撰白だし
- 醤醤スープ
- 万能味噌ソース
- HG塩だれ
- 特製完熟梅ドレッシング
- 焼肉万能たれ
- ホルモンのたれ（味噌）
- つけだれE
- しょうゆもみだれY
- 手羽先のたれ
- とんてきのたれL
- しゃぶしゃぶのたれ（ゆず）
- しゃぶしゃぶのたれ（ごま）
- すき焼きのたれ
- ヤマミ黒酢ソース（香酢入）
- 塩だれJ
- 旨辛焼のたれ